# بیان فنویک
بیان فنویک (انگلیسی: Bayan Fenwick؛ زادهٔ ۱۶ نوامبر ۱۹۹۳) بازیکن فوتبال اهل بریتانیا است.
از باشگاه‌هایی که در آن بازی کرده‌است می‌توان به باشگاه فوتبال تورکی یونایتد اشاره کرد.